# Rui Bragança
Rui Pedro Rebelo Bragança (Guimarães, 26 de diciembre de 1991) es un deportista portugués que compite en taekwondo.
Ganó dos medallas en el Campeonato Mundial de Taekwondo, plata en 2011 y bronce en 2019, y tres medallas en el Campeonato Europeo de Taekwondo, entre los años 2014 y 2021. En los Juegos Europeos de Bakú 2015 consiguió una medalla de oro en la categoría de –58 kg.

## Palmarés internacional
| Campeonato Mundial | Campeonato Mundial       | Campeonato Mundial | Campeonato Mundial |
| Año                | Lugar                    | Medalla            | Categoría          |
| ------------------ | ------------------------ | ------------------ | ------------------ |
| 2011               | Gyeongju (Corea del Sur) | Medalla de plata   | –58 kg             |
| 2019               | Mánchester (Reino Unido) | Medalla de bronce  | –58 kg             |
| Juegos Europeos    |                          |                    |                    |
| Año                | Lugar                    | Medalla            | Categoría          |
| 2015               | Bakú (Azerbaiyán)        | Medalla de oro     | –58 kg             |
| Campeonato Europeo |                          |                    |                    |
| Año                | Lugar                    | Medalla            | Categoría          |
| 2014               | Bakú (Azerbaiyán)        | Medalla de oro     | –58 kg             |
| 2016               | Montreux (Suiza)         | Medalla de oro     | –58 kg             |
| 2021               | Sofía (Bulgaria)         | Medalla de bronce  | –58 kg             |